# Sân bay Assiut
Sân bay Assiut (tiếng Ả Rập: مطار أسيوط) (IATA: ATZ, ICAO: HEAT) là một sân bay ở Assiut (hay Asyut), Ai Cập.
Năm 2007, sân bay này phục vụ 132.688 lượt khách (tăng 44,3% so với năm 2006).

## Các hãng hàng không và các tuyến điểm
- Air Arabia (Sharjah)
- Alexandria Airlines (Alexandria, Kuwait)
- EgyptAir (Cairo, Kuwait, Sharjah) [3]
- Jazeera Airways (Kuwait)
- Kuwait Airways (Kuwait)